# 新加坡中央医院

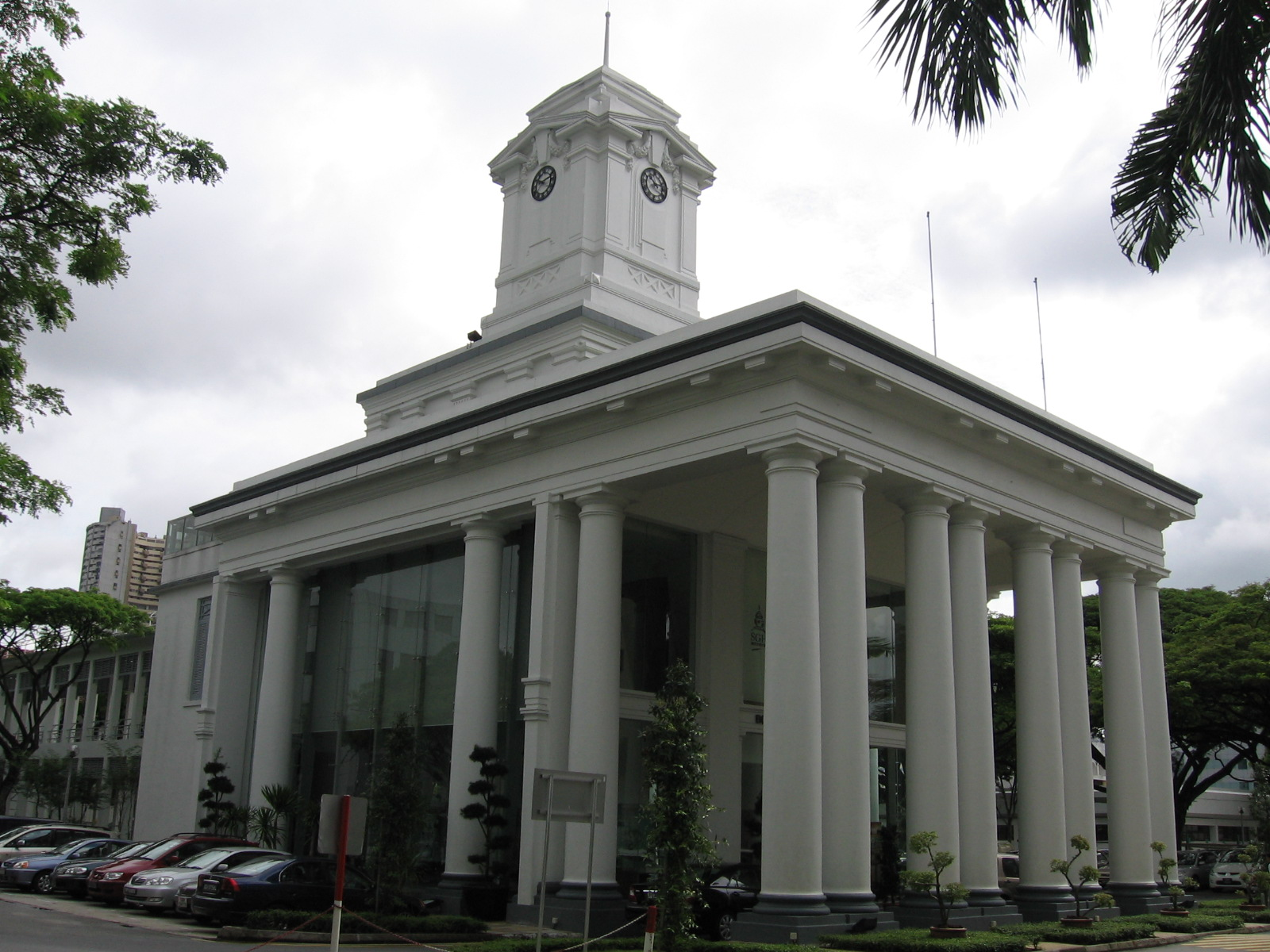
新加坡中央医院的鮑耶大樓（The Bowyer Block）自2005年起被用作醫院博物館

新加坡中央医院（英語：Singapore General Hospital），簡稱SGH，旧俗称四排坡医院，是新加坡的一間醫療科學學術中心及三級轉診醫院。該醫院位於中區紅山與牛車水的交界處，鄰近歐南社區醫院，後者同時作為輔助從新加坡中央醫院出院病人的社區和康復醫院。新加坡中央醫院同時設有歐南診所作為門診之用。上術醫療機構皆由新加坡保健服務集團營運，受新加坡衛生部監管。

## 历史
新加坡中央醫院是新加坡最大、最古老的醫院，同時是新加坡的國家醫院。新加坡中央醫院於1821年興建首座大樓，1926年首次進行大型擴建。之後亦進行多次擴建和翻新工程。
新加坡中央醫院是新加坡保健服務集團的旗艦醫院。新加坡保健服務集團是新加坡最大型的公共醫療機構，同時也是新加坡國立大學杜克-國大醫學研究生院的首席教學醫院。新加坡綜合醫院包括四個國家專科中心，包括新加坡國立眼科中心、新加坡國立心臟中心、新加坡國立癌症中心及新加坡國立牙科中心。而第五個專科中心新加坡可選性醫療中心則在興建中，預計2025年完工。
新加坡中央醫院一直被認為是世界上最好的醫院之一。同時也是亞洲等級最高的醫院，並吸引鄰近地區病人前來求醫，並成為新加坡境內器官移植最多的醫院。

## 外部連結
- 官方网站
- Singapore National Eye Centre （页面存档备份，存于）
- National Cancer Centre Singapore （页面存档备份，存于）
- National Heart Centre Singapore （页面存档备份，存于）
- National Dental Centre Singapore （页面存档备份，存于）